# Monumento nacional Misiones Pueblo de Salinas
El monumento nacional Misiones Pueblo de Salinas  (en inglés: Salinas Pueblo Missions National Monument) es un complejo de tres misiones españolas, fundadas en el primer tercio del siglo XVII, y ubicadas en el estado de Nuevo México, Estados Unidos. El principal centro de visitantes del parque está en Mountainair. La construcción de las misiones comenzó en 1622 y se completó en 1635.

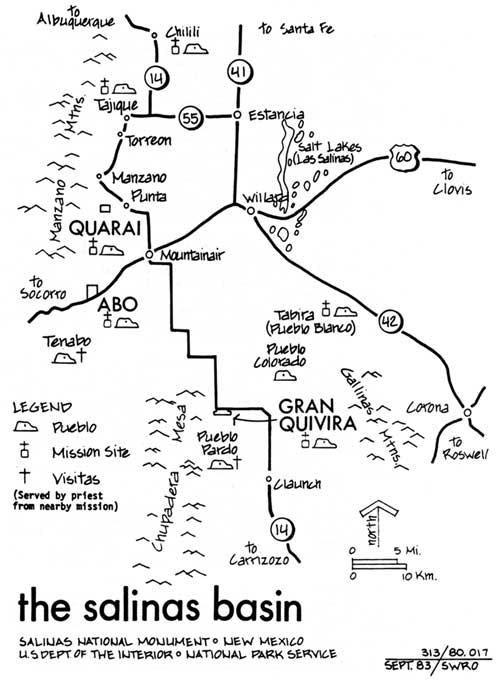
Mapa de los pueblos del área de Salinas en el, que incluye las tres ruinas supervivientes del monumento nacional: Quarai, Abo, y Gran Quivira

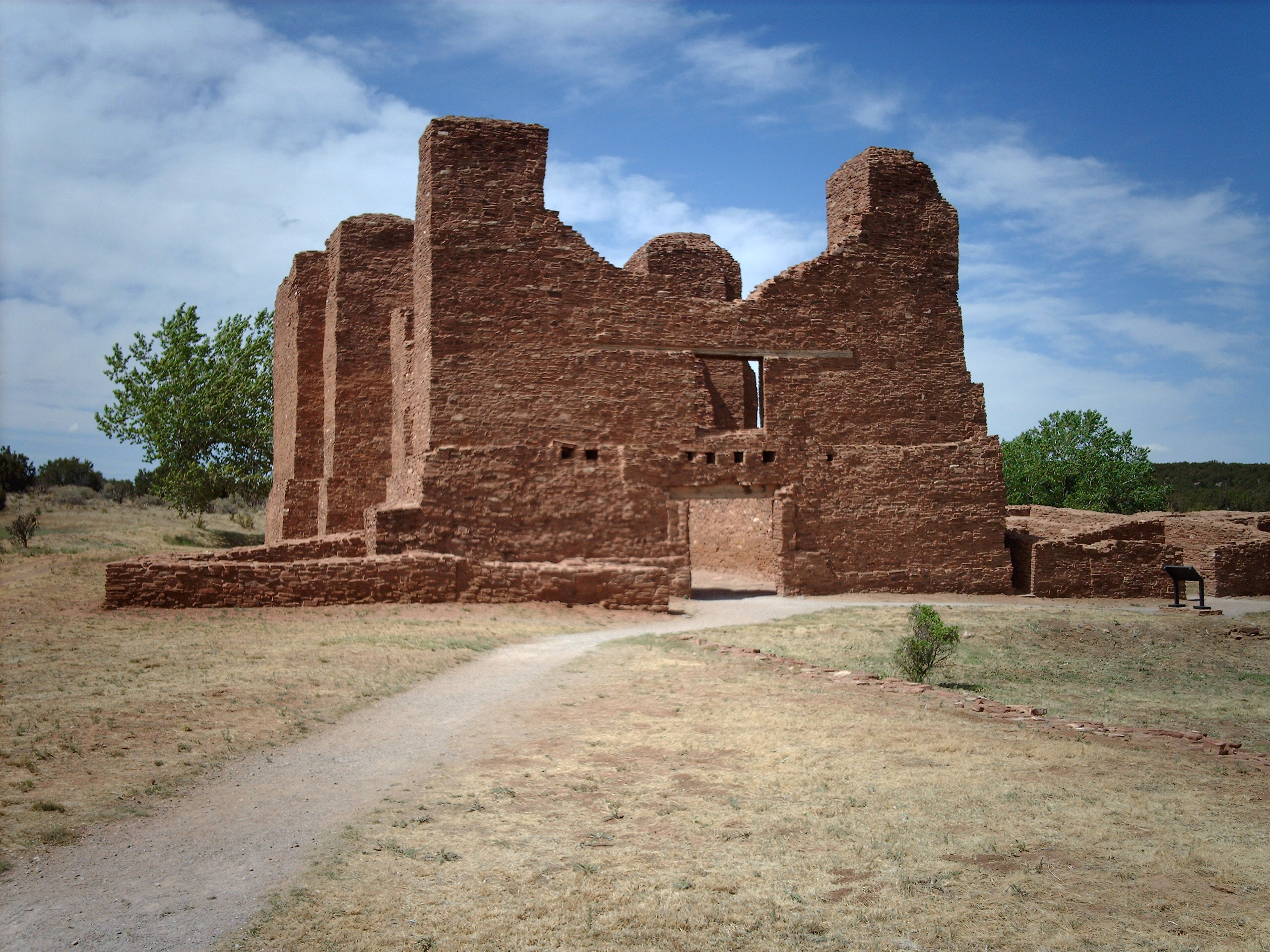
Ruinas de la misión en Quarai

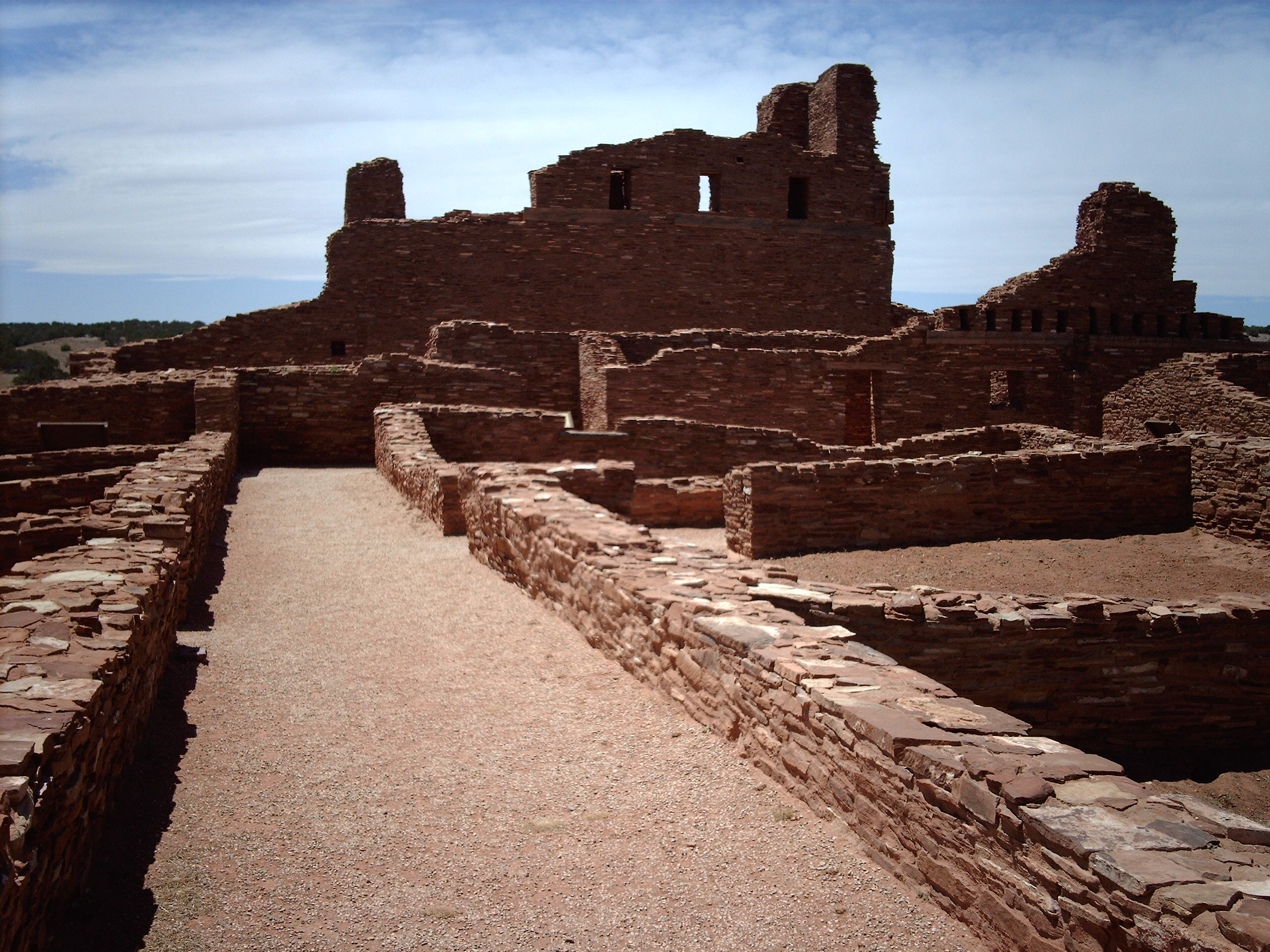
Ruinas de la misión en Abó

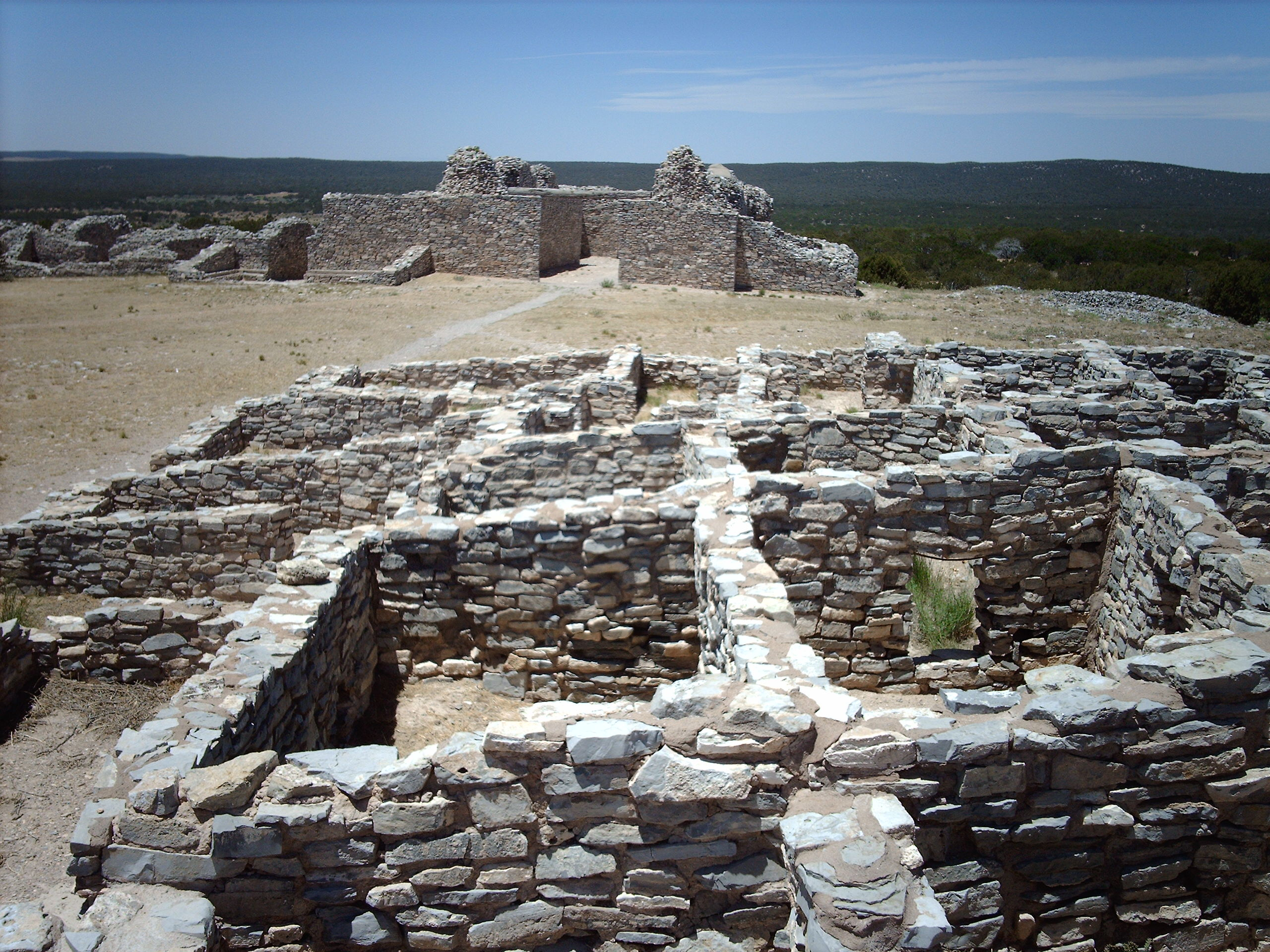
Ruinas de la Misión y Pueblo en el Gran Quivira

## Historia
Hubo un tiempo cuando en esta remota zona fronteriza del centro de Nuevo México habitaban las prósperas comunidades nativo-americanas Tiwa y Tompiro, de los indios pueblo. A principios del siglo XVII, los franciscanos españoles encontraron que la zona era idónea para su labor misionera. Sin embargo, a finales de la década de 1670, todo el distrito de Salinas, como lo llamaban los españoles, se había despoblado de indios y de españoles. Lo que queda hoy son restos austeros pero hermosos de ese primer contacto entre los indios pueblo y los colonos españoles: las ruinas de tres iglesias misioneras en Quarai, Abó y Gran Quivira y el pueblo parcialmente excavado de Las Humanas o, como se conoce hoy en día, el pueblo de Gran Quivira.
El 1 de noviembre de 1909, fue declarado «monumento nacional Gran Quivira». Al igual que  todas las áreas históricas administradas por el Servicio de Parques Nacionales, el monumento nacional fue incluido en el Registro Nacional de Lugares Históricos el 15 de octubre de 1966. El 19 de diciembre de 1980 se amplió. El 2 de noviembre de 1981 se añadieron dos monumentos estatales de Nuevo México. Y el 28 de octubre de 1988 fue renombrado.

## Ruinas de Quarai
Las ruinas de Quarai se encuentran a unas 8 millas al norte de Mountainair, a unos 2026 m sobre el nivel del mar. Hay un centro de visitantes y un sendero de 0.5 millas (0.8 km) a través de las ruinas. En un bosque, un letrero interpretativo dice que cuando Francis Gardes viajó por el área, escuchó a los pájaros cantar una canción llamada "Cuando llegaron los exploradores". El sendero de Francis Gardes se convirtió en Francis Garde National Historic Trail, y pasa por Quarai.

## Ruinas de Abó
La comunidad Abo Pueblo se estableció en el siglo XI en la proximidad de la cultura pueblo existente y estuvo en contacto con las tribus nómadas itinerantes de las grandes planicies orientales.
La misión de San Gregorio de Abó (ubicada en Mountainair, Nuevo México) fue una de las tres misiones españolas construidas en o cerca de los pueblos del centro de Nuevo México. Estas misiones del siglo XVII hoy forman parte del Monumento Nacional Salinas Pueblo, que incluye la Misión de San Gregorio de Abó, Quarai y Gran Quivira. La misión en Abo fue establecida en 1625 por Fray Francisco Fonte.

## Ruinas de Gran Quivira
Las ruinas de Gran Quivira se encuentran a unas 25 millas al sur de Mountainair, a unos 6500 pies (1981 m) sobre el nivel del mar. Hay un pequeño centro de visitantes cerca del estacionamiento. Un sendero de 0.5 millas (0.8 km) conduce a través de ruinas de pueblo parcialmente excavadas y las ruinas de la iglesia de misión incompleta.

El Gran Quivira, como se la ha llamado durante más de cien años, es, con mucho, el más conocida de los pueblos de Salinas y, de hecho, es una de las ruinas más famosas de todo el suroeste. Esto no es extraño, ya que esta la ruina más grande de cualquier templo cristiano que existe en los Estados Unidos. Cómo y cuándo recibió por primera vez su título engañoso de "Gran Quivira", tal vez nunca lo sepamos; Hay docenas de tradiciones, teorías e imaginaciones. Desde los días de Coronado, el nombre de "Quivira" se había asociado con la idea de una gran ciudad desconocida, de riqueza y esplendor, situada en algún lugar de las llanuras orientales; y no es nada improbable que cuando un grupo del Valle del Río Grande, en busca de caza u oro, cruzara las montañas y el desierto que se extendía hacia el este, de repente se sorprendió por la aparición de una ciudad muerta, silenciosa y sin habitante, pero con evidencias de haber sido una gran población, de vastos recursos, de conocimiento arquitectónico, habilidad mecánica y energía maravillosa. Así que  asociaron con ella las historias escuchadas desde la infancia sobre un mítico lugar de riqueza y poder, que era conocido como el Gran Quivira.

El Distrito Histórico Gran Quivira fue incluido por separado en el Registro Nacional de Lugares Históricos en 2015.